# Evarcha kpongensis
Espèce
Evarcha kpongensis est une espèce d'araignées aranéomorphes de la famille des Salticidae.

## Distribution
Cette espèce est endémique de la région Orientale au Ghana,. Elle se rencontre vers Kpong.

## Description
La carapace du mâle holotype mesure 2,6 mm de long sur 2,1 mm et l'abdomen 2,7 mm de long sur 1,7 mm.

## Systématique et taxinomie
Cette espèce a été décrite par Wawer et Wesołowska en 2025.

## Étymologie
Son nom d'espèce, composé de kpong et du suffixe latin -ensis, « qui vit dans, qui habite », lui a été donné en référence au lieu de sa découverte, Kpong.

## Publication originale
- Wawer & Wesołowska, 2025 : « Jumping spiders from Ghana collected by J. Prószyński (Araneae: Salticidae). » Annales Zoologici, vol. 75, no 2, p. 599-628.